# Weilar
Weilar é um município da Alemanha, situado no distrito de Wartburg, no estado da Turíngia. Tem 14,29 km² de área, e sua população em 2019 foi estimada em 846 habitantes.